# 류보비 오를로바

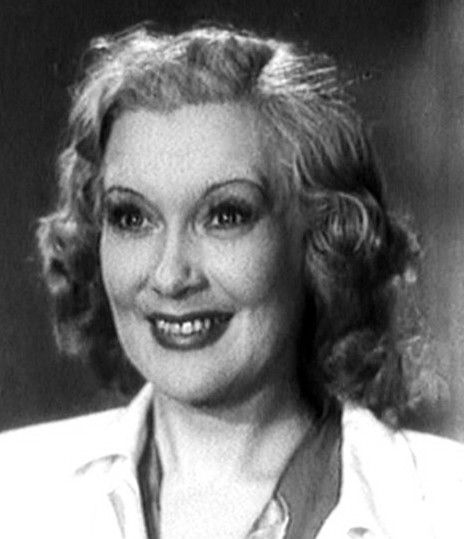
류보비 오를로바

류보비 오를로바(Lyubov Orlova, 1902년 1월 29일 ~ 1975년 1월 26일)는 러시아 제국의 배우, 가수, 피아노 연주자, 영화배우, 댄서이다.
즈베니고로드 출신으로, 모스크바에서 췌장암으로 인하여 사망하였다. 사후에는 노보데비치 묘지에 매장되었다.

## 영화
- 베스나 (1947년)
- 더 샤이닝 패스 (1940년)
- 볼가강 (1938년)
- 서커스 (1936년)
- 모스크바 미소 (1934년)

## 같이 보기
- 소련 영화